# 河北臺北
《河北臺北》（英語：Hebei Taipei）是一部由李念修執導的2015年台灣紀錄片。該片以導演的父親李忠孝為主角，導演藉由一趟從河北到臺北的田野調查之旅，挖掘並拼湊父親過去的人生片段
。該片入圍2015年山形國際紀錄片影展國際競賽，並獲得第22屆台灣國際女性影展台灣競賽首獎、第18屆台北電影節最佳紀錄片等榮譽。

## 獎項
| 年份 | 評獎名稱                 | 獎項           | 結果 |
| ---- | ------------------------ | -------------- | ---- |
| 2015 | 2015 山形國際紀錄片影展  | 國際競賽       | 入圍 |
| 2015 | 第35屆夏威夷國際影展     | 最佳紀錄片     | 入圍 |
| 2015 | 第22屆台灣國際女性影展   | 台灣競賽首獎   | 獲獎 |
| 2016 | 第10屆台灣國際紀錄片影展 | 台灣競賽       | 入圍 |
| 2016 | 第18屆台北電影節         | 最佳紀錄片     | 獲獎 |
| 2016 | 第18屆台北電影節         | 社會公義電影獎 | 獲獎 |
| 2016 | 亞洲女性影展聯盟         | 國際競賽首獎   | 獲獎 |